# Usurpazione di funzioni pubbliche
L'usurpazione di funzioni pubbliche è il reato commesso da chi svolge delle funzioni pubbliche o si appropria di attribuzioni pubbliche senza averne titolo.

## Soggetto
Chi commette il reato è un privato cittadino, o anche un pubblico ufficiale che è stato revocato dalle funzioni ma continua ad esercitarle.
Secondo una sentenza della Suprema Corte di Cassazione Italiana del 1974, commette reato di usurpazione di funzione pubbliche anche chiunque si arroghi funzioni che non gli competono anche se abbia la veste di pubblico ufficiale e appartenga all'ente che ha la competenza a decidere in materia.

## Norma
Nell'ordinamento giuridico, il reato è disciplinato dall'art. 347 c.p. che recita: 
Alla stessa pena soggiace il pubblico ufficiale o impiegato il quale, avendo ricevuto partecipazione del provvedimento che fa cessare o sospendere le sue funzioni o le sue attribuzioni, continua ad esercitarle.
La condanna importa la pubblicazione della sentenza»